# 原液
原液（stock solution），或稱母液，有時譯為儲備液。原液是濃度較高的溶液，必須被稀釋到較低濃度才能進行實際運用。原液可以節省製備時間、節省相關材料、節省儲藏空間，也可以改善溶液被稀釋後，低濃度運作時的濃度準確性。
對一般化學而言，原液通常代表標準濃度的大體積化學試劑如鹽酸、氫氧化鈉等。原液這個字眼也常出現在分析化學的一些步驟中，如滴定等。原液濃度未必會是簡單好看的數字，舉例而言0.10082 N的鹽酸。
在生物化學領域，原液常指一可被稀釋成運作濃度的高濃度溶液。